# Sidi M'Hamed Ben Ali
Pour les articles homonymes, voir Ben Ali (homonymie).
Sidi M’Hamed Ben Ali est une commune ainsi que le chef-lieu de daïra située dans la wilaya de Relizane en Algérie.
Durant la période de la colonisation française, elle portait le nom de Renault, en hommage au général Pierre Hippolyte Publius Renault. Nichée dans la région montagneuse du Haut Dahra, elle est considérée comme la capitale de sa partie orientale.
La ville a été fondée en 1874 sur les vestiges de l'ancienne cité romaine engloutie de Masuna,,

## Toponymie
La ville doit son nom à un illustre et vénéré marabout de la région : Mohammed Ben Ali El-Medjadji (1538-1599), Cadi de Bled-Medjadja. Selon la tradition locale, il y serait mort en martyr au XVe siècle sous le règne du Bey Souag ; sa sépulture est située au cœur de la ville actuelle, à proximité immédiate de la vieille mosquée Masdjid Quba Le site, devenu lieu de recueillement et de pèlerinage, abrite un mausolée (quoubba) érigé en son honneur, témoignage de l’importance spirituelle et historique qu’il incarne pour les habitants de la région,
Avant la période coloniale, la localité s'est développée autour de ce site religieux, conservant le nom primitif de Sidi M'hamed Ben Ali pendant près de trois siècles. En 1874, avec la fondation du centre colonial, la ville est rebaptisée Renault par décret du 27 juillet 1874 en hommage au général Pierre Hippolyte Publius Renault, figure militaire de la conquête du Dahra, mort à Champigny en 1870,
Après l'indépendance de l'Algérie en 1962, la ville retrouve son nom historique en 1963. Toutefois, le nom colonial abrégé R'no (en arabe: ُرْنو) reste encore couramment utilisé dans le langage populaire local.

## Géographie

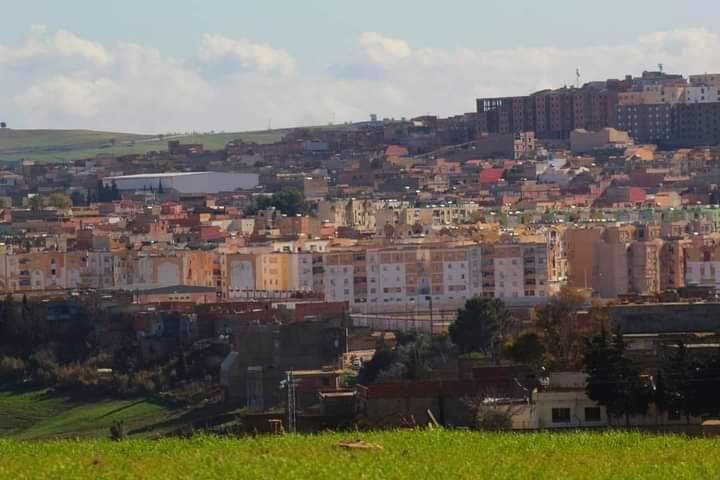
vue sur Sidi M'Hamed Ben Ali

Sidi M'hamed Benali est campée sur le bord d'un plateau à une altitude assez haute de 507 m en extrémité sud du massif du Dahra ; elle domine les deux plaines agricoles du Gri à l'est et Touares à l'ouest toutes les deux formées par des terres fortes, argileuses et très fertiles

### Localisation
Sidi M'Hamed Ben Ali est situé au nord de la wilaya de Relizane dans les hauteurs du Dahra, à 211 km d'Alger, 143 km d'Oran et environ 38 km seulement du Littoral. 
| Dahra      | Taougrite            | Taougrite  |
| Mediouna   | Sidi M'Hamed Ben Ali | Aïn Merane |
| El Guettar | Mazouna              | Mazouna    |

### Localités
En 1984, la commune de Sidi M'hamed Ben Ali est constituée des localités suivantes :  

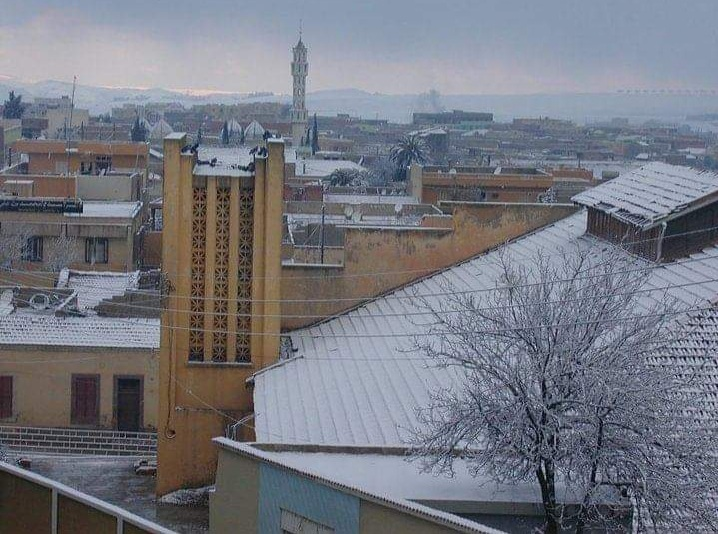
Sidi M'hamed Ben Ali sous la neige 2012

- Sidi M’hamed Ben Ali
- Chaib Draa
- Ain Metboul
- Leimaïlia
- Sidi Khalfi
- Laouilia
- Ouled Ben Sahli
- Souaitia
- Zenaitia

### Climat
Jouissant d'un bon climat méditerranéen avec été chaud et un hiver très froid, la classification de Köppen est de type Csa. La température moyenne est de 17,6 °C et la moyenne de la pluviométrie annuelle est d'environ 488 mm.

### Faune et flore
- La forêt de Timezlatou à l'entrée sud de la ville ;
- La Gri au nord-est de la ville ;
- Colline de Touares au sud-ouest de la ville.

### Hydrographie
- Oued Gri : il traverse la plaine du Gri et coule au nord de Sidi M’hamed Ben Ali dans une dépression des marnes helvetiennes ,il représente un affluent principal pour l'oued Kramis.
- Oued Kramis : il se jette dans le barrage Kramis wilaya de Mostaganem, ce barrage est considéré comme le principal fournisseur hydrique de la ville de Sidi M'hamed Ben Ali et les villes voisines. une partie importante du barrage est située sur le territoire de la daïra de Sidi M'Hamed Ben Ali plus précisément au niveau de la commune de Mediouna[15]

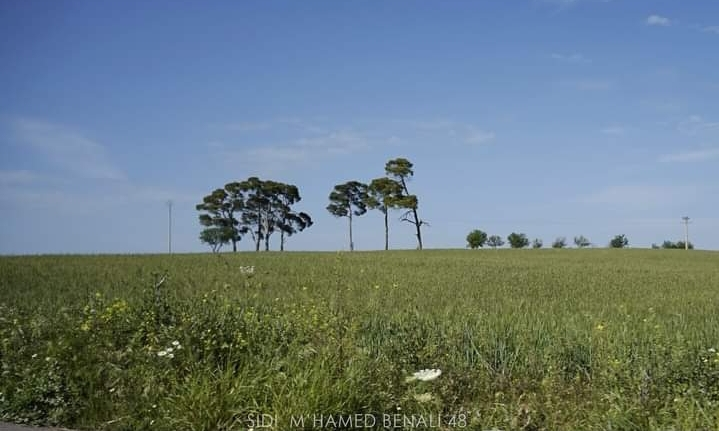
Plaine agricole à Sidi M'hamed Ben Ali
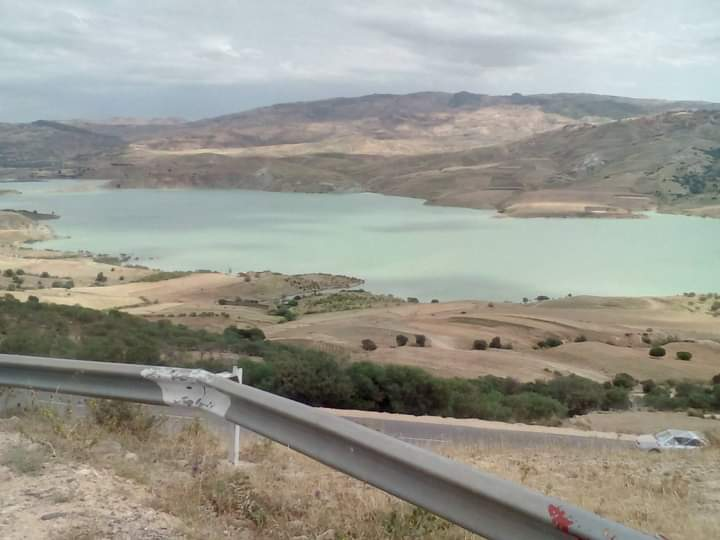
Barrage Kramis depuis Mediouna

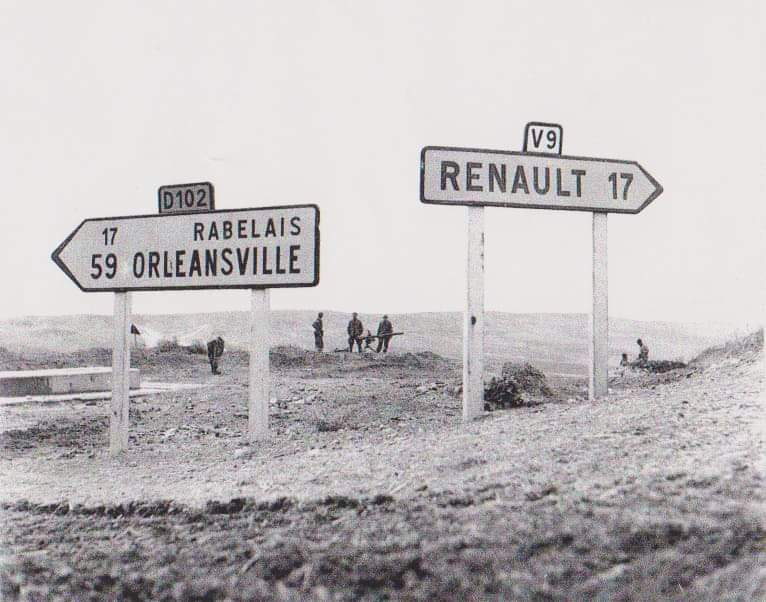
la route entre Renault, Rabelais et Paul-Robert

### Transport
la ville est traversée par trois routes nationales formant un véritable carrefour entre les trois wilayas de Relizane, Chlef et Mostaganem :
- a N90 selon un axe sud-ouest qui mène à Mostaganem vers l'ouest via Mediouna et à l'autoroute Est-Ouest vers le sud, via Mazouna ;
- la N19A vers l'est qui la relie à Chlef, via Aïn Merane
- a W87 vers le nord qui la relie à Taougrite et au Littoral, via Ain Metboul

## Démographie
La commune comptait 20 096 habitants en 2008, pour une superficie de 80 km2, la population est passée de 17 072 habitants en 1998 à 20 096 habitants en 2008, avec une hausse démographique annuelle de 1,7 %. La daïra de Sidi M'Hamed Ben Ali avec ses trois communes compte 67 995 habitants pour une superficie de 609,24 km2. C'est la 4e daïra la plus peuplée au niveau de la wilaya de Relizane.
| 1998   | 2008   |
| ------ | ------ |
| 17 072 | 20 096 |

### Ethnographie
D'après les traditions locales et les récits historiques, les habitants de Sidi M'hamed Ben Ali et tout le Dahra dans sa portion comprise entre Mazouna et la mer sont issus de l'ancienne et considérable tribu berbère des Maghraouas. Cette tribu a perdu le nom générique de Maghraoua, probablement parce qu'elle a été dispersée, mais la localité qu'elle avait habitée et qu'habitent encore une grande partie de leurs descendants, a conservé dans l'usage le nom primitif de Bled-Maghraoua qui s'emploie souvent aujourd'hui comme synonyme de DahraOn y trouve d'autres éléments moins abondants : les Kouloughlis, les chorfas arabes et les Kabyles,.

### Langues et dialecte local
Le côtoiement des Maghraouas avec les éléments étrangers arabes et kouloughlis a participé à l'extinction de la langue berbère, les dernières fractions qui l'utilisaient jusqu'au XIXe siècle furent les Zerrifas et les Achaachas installés au nord de Sidi M’hamed Ben Ali,. Aujourd'hui, Darija est le patois local de la région avec un certain nombre important de radicaux empruntés à l'idiome primitif berbère zenète tels que :
- Toponymies : Touares, Timezlatou, Tala, Tamdjet, Tanesrat,Tahefart, Mediouna, Beni Zentis, Ain Toumghart, Gri, Taougrite, Zenatia, Kaf Azrou, Titaouine, Oued Kouhlal,Timici, etc.
- Expressions :
| Français     | Parler renaultois | Arabe     |
| ------------ | ----------------- | --------- |
| Grand-père   | Dada              | جدي       |
| Grand-mère   | Nana              | جدتي      |
| Belle-mère   | Lella             | حماة      |
| Pousse       | Admer             | إدفع      |
| Avale        | Yasret            | يبتلع     |
| Frelon       | Arzouzi           | زنبور     |
| Reptile      | Tamejdamed        | سحلية     |
| L’ispaghul   | Talma             | سبانخ     |
| Fleurs       | Lelouch           | ورد       |
| Assiette     | Zarf              | صحن       |
| Tout droit   | Nichen            | الأمام    |
| Champignon   | Tareghla          | فطر       |
| Pluie        | Ennou             | مطر       |
| Ortie        | Zitouf            | قراص      |
| Grande Mauve | Medjir            | خبازة     |
| Papillon     | Fertatou          | فراشة     |
| Tasse        | Oualal            | إناء      |
| Hirondelles  | Tifleles          | سنونو     |
| Table        | Tifour            | طاولة     |
| Tortue       | Fakroun           | سلحفاة    |
| Khit-Errouh  | Zerouf            | خيط الروح |
| Coq          | Serdouk           | ديك       |
| Lapin        | Egnin             | أرنب      |
| Moineau      | Zawech            | طائر      |
| Bœuf         | Ouakrif           | ثور       |
| Insecte      | Baâouch           | حشرة      |
| Froid        | Semikri           | برد       |
| Misère       | Temara            | بؤس       |
| Amère        | Messous           | مر        |
| Grêle        | Tebrouri          | البرد     |
| Verrou       | Zekroum           | قفل       |
| Figue        | Kermous           | تين       |

## Histoire

### Préhistoire
Le Dahra oranais fut un lieu d'activité humaine préhistorique importante comme l'ont révélé les fouilles archéologiques entreprises au XIXe siècle par l'archéologue Paul Pallary qui a découvert une station moustérienne à l'Oued Tamda sous Mazouna ainsi qu'une autre station néolithique sur les flancs nord et nord-ouest du Djebel Sidi Saïd situé à 15 km de l'ouest de Sidi M'hamed Ben Ali, ce dernier offre plusieurs traces du séjour de l'homme primitif : des tumulus, des silex taillés et des outils chelléens,

### Antiquité

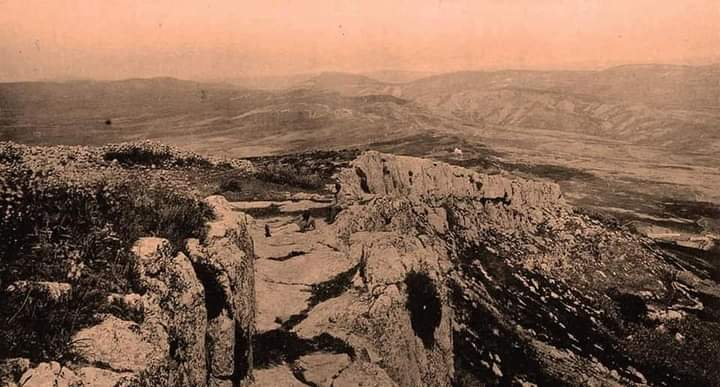
Ancienne photo d'un chemin creusé dans le roc à Timici

La région fertile de Sidi M'hamed ben Ali a connu la succession de plusieurs civilisations numède, punique et romaine ou s'élevaient trois gros bourgs Timici, Tansert et Masuna. L'historien latin Pline l'Ancien souligne l'importance du Dahra en termes de blé et d'huile exportés vers les plus grandes villes de l'empire romain à cette époque à travers le port d'Arsenaria.

La Kalaa de Timici, située sur les hauteurs d'Ain Metboul à 12 km au nord-est du chef-lieu, était une ville commerciale et militaire construite par les puniques au IVe siècle av. J.-C. et rénovée par les Romains plus tard. C'était une civitas établie sur un haut plateau rocheux pour contrôler la riche plaine du Gri et pour sécuriser la route commerciale qui la traversait vers le port d'Arsenaria tout en surveillant les mouvements des tribus indigènes berbères rebelles. Timici fut aussi une ville autonome qui frappait sa propre monnaie avec des légendes puniques,

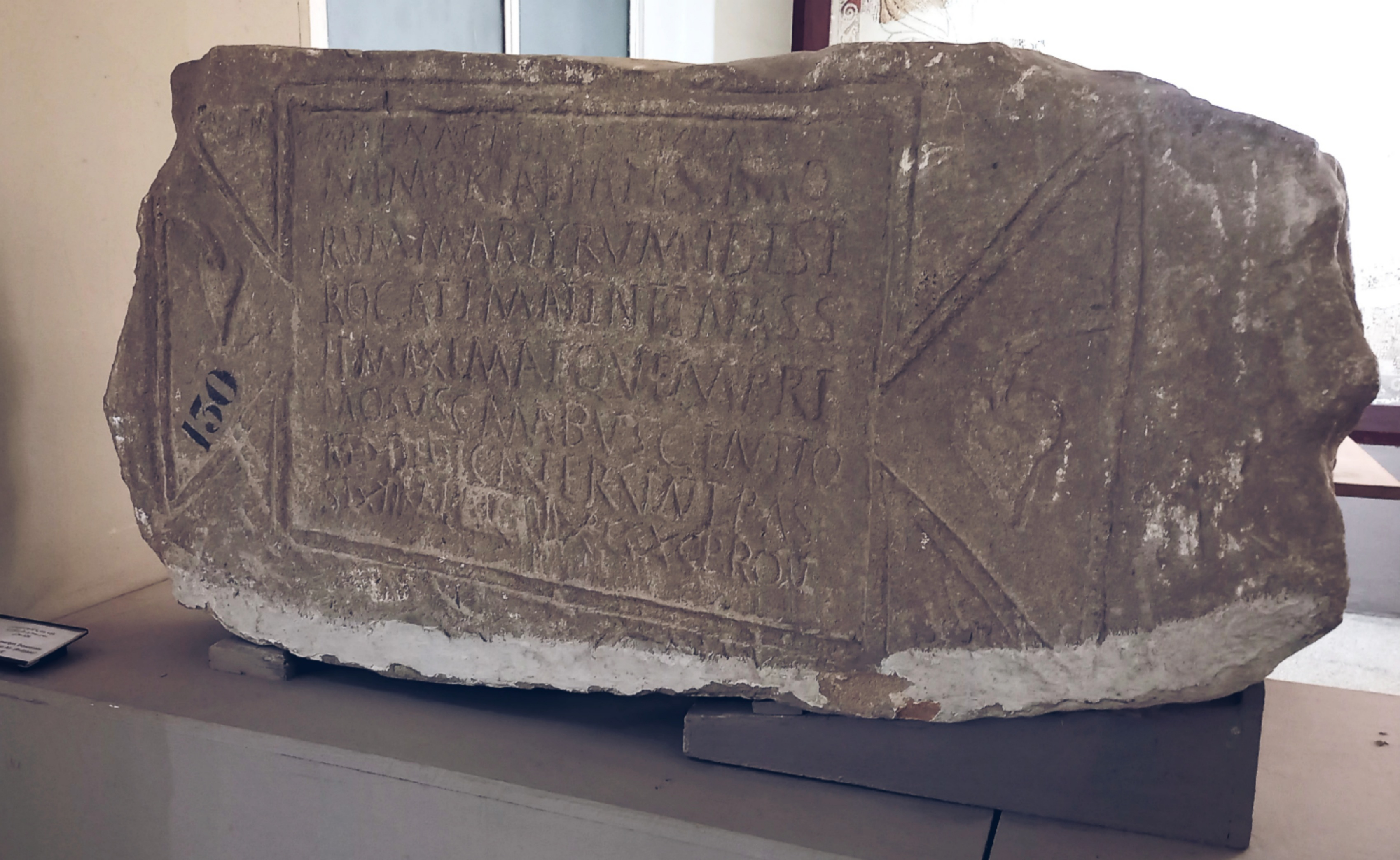
Mémoria des martyrs donatistes datant de 329 ap. J.-C provenant du site de Tansert, exposée au musée Zabana d'Oran

Les ruines de Tansert à 3 km à l'ouest du chef-lieu près d'une source éponyme qui a été employée autant par les berbères qui lui ont donné le nom dans laquelle elle est désignée aujourd'hui que par les Romains qui avaient installé près d'elle une ville très florissante qui couvre la superficie d'environ 100 hectares et qui paraît être le municipe administratif et le centre agricole important de la région,. Les fouilles entreprises par Demaëght ont révélé un ancien cimetière romain, une mémoria des martyrs donatistes, deux cercueils en pierre, deux stèles figurées, des chapiteaux et des citernes.

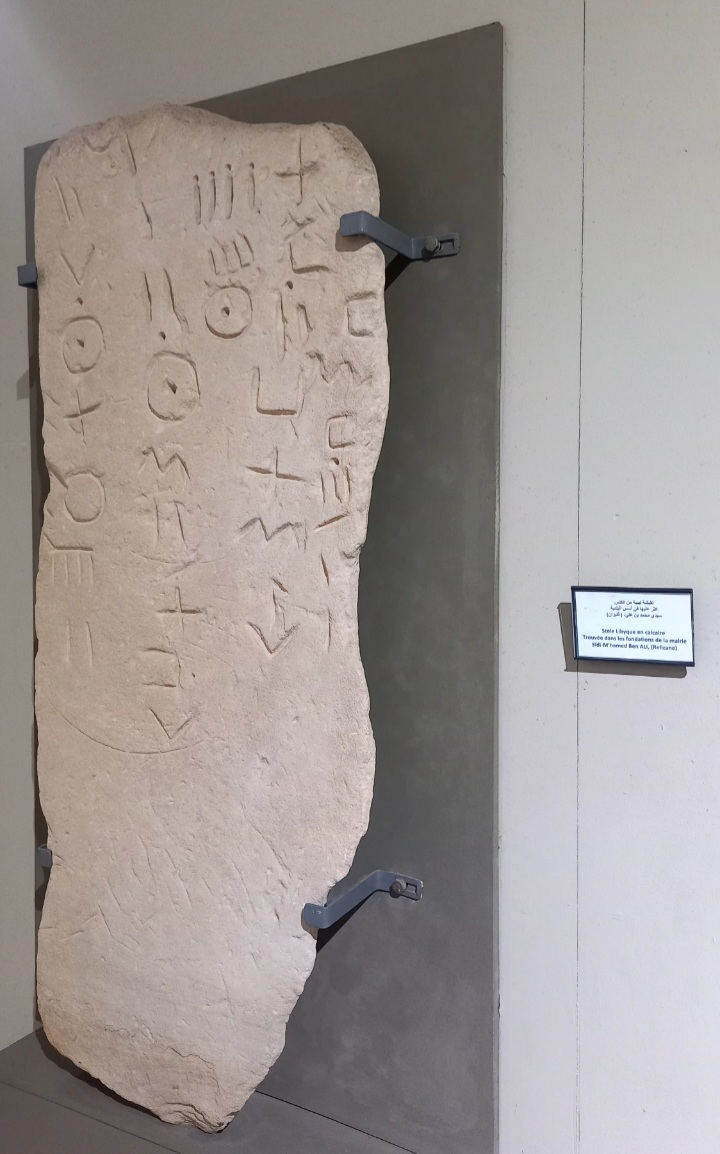
Stèle libyque berbère trouvée sous la mairie de Sidi M’hamed Ben Ali - Musée national Zabana d'Oran -

Enfin, la cité de Masuna identifiée avec le site actuel de la ville de Sidi M'hamed Ben Ali qui fut l'ancienne résidence du chef de tribu berbère masunienne Régis Masunae Gentis auquel la politique des vandales avait aménagé un asile à côté de Castra Séveriana. Un édifice antique en pierre taillé a été découvert à l'emplacement du Bordj, qui a malheureusement été détruit par les Français pour fournir les matériaux nécessaires à la construction de l'église de Renault, les maisons coloniales de la ville sont aussi en partie construites avec des pierres romaines provenant de ces ruines, Louis Demaëght signale en 1882 qu'à chaque pas du village, il remarque des pierres sculptées, des fûts de colonnes, des chapiteaux corinthiens et des matériaux antiquités de toutes sortes. En outre, des jarres et deux stèles libyques berbères ont été découvertes l'une au jardin du Colon Auguste colin près du bordj, et l'autre en creusant les fondations de la mairie de Renault.
- La première plaque indique : « Gadat, Gagou fils de Bagou »
- La seconde : « Ouhirteb, Gagou Gaditon, fils de Zabwab Bahib, Gagaz Tamou, Dalit Veneno, Did ».

Ces deux stèles et celle des martyrs de Tansert sont exposées actuellement au musée national Zabana d'Oran,,,. Plusieurs monnaies romaines en bronze ont été découvertes à Renault, notamment celle de la déesse Junon, offerte par le colon Fontaine au même musée.
 Destruction de Timici, Tansert et Masuna
Il est probable que Timici', Tansert et Masuna aient été détruites par les Byzantins en 540 après J.-C. en réaction à la participation des habitants à la révolte du roi mauritanien Masuna

### Moyen Âge
La tribu de Maghila, alliée aux Ifrénides de Tlemcen, régna sur la région du VIIIe au XIIIe siècle où une nouvelle ville fut construite sur le site de Timici par leur émir Deloul Ibn Hammad et fut nommée Kalâat Maghila Deloul. C'est du port de cette ville Marsa Maghila ( l'ex Arsenaria) que partit en 755 le fondateur de la dynastie omeyyade de Cordoue Abd al-Rahman Ier, afin de débarquer à Almuñécar (al-Munakkab) en Andalousie.

Après le départ des Maghila vers l'Andalousie, la région passa sous le règne des Maghraouas qui firent de la ville voisine de Mazouna la capitale de leur nouvel émirat[réf. nécessaire].

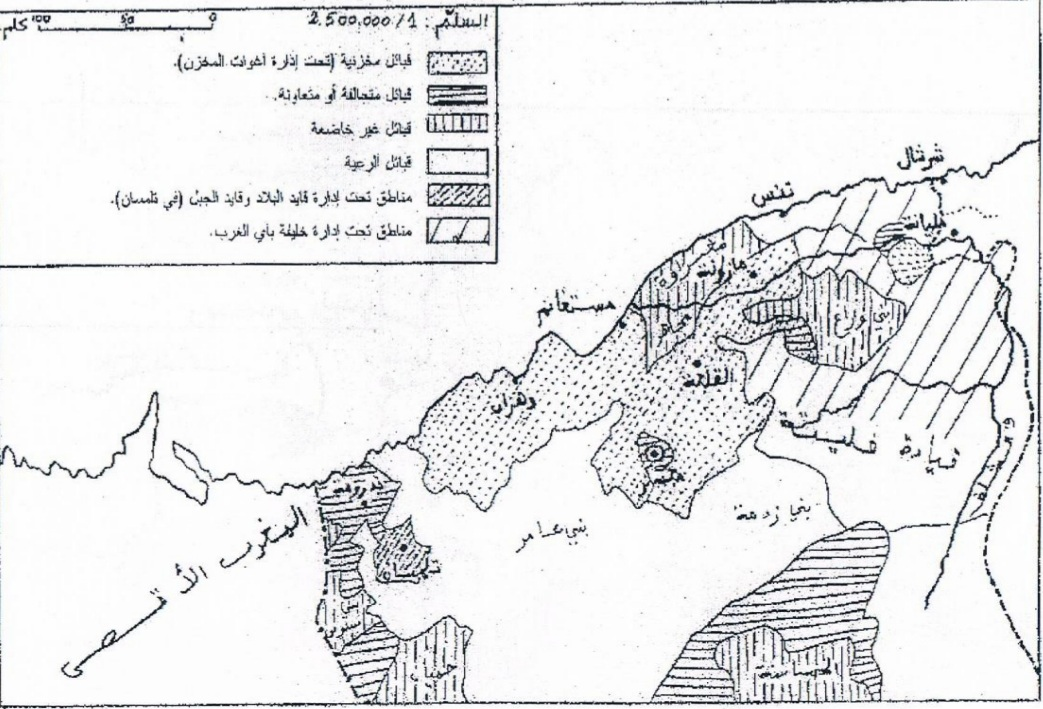
Répartition des principales tribus du Beylik de l'Ouest au début XIXe siècle

### Période ottomane
Le riche bassin céréalier de l'oued Gri, dénommé localement plaine du Gri, faisait partie du finage de la capitale du Beylik de l'Ouest Mazouna (1563-1701). Les propriétaires citadins mazounis Hadars et kouloughlis y possédaient 2 745 ha, parmi les meilleures terres, qu'ils ont pu contrôler jusqu'au XIXe siècle.

La tribu dite Zoua mtaa-Gri fraction de Beni Madoun, marabouts très vénérés, occupaient aussi dans cette plaine deux zaouïa assez considérables. C'est dans les assemblées de marabouts qui s'y tiennent que se discutaient les intérêts du Dahra.

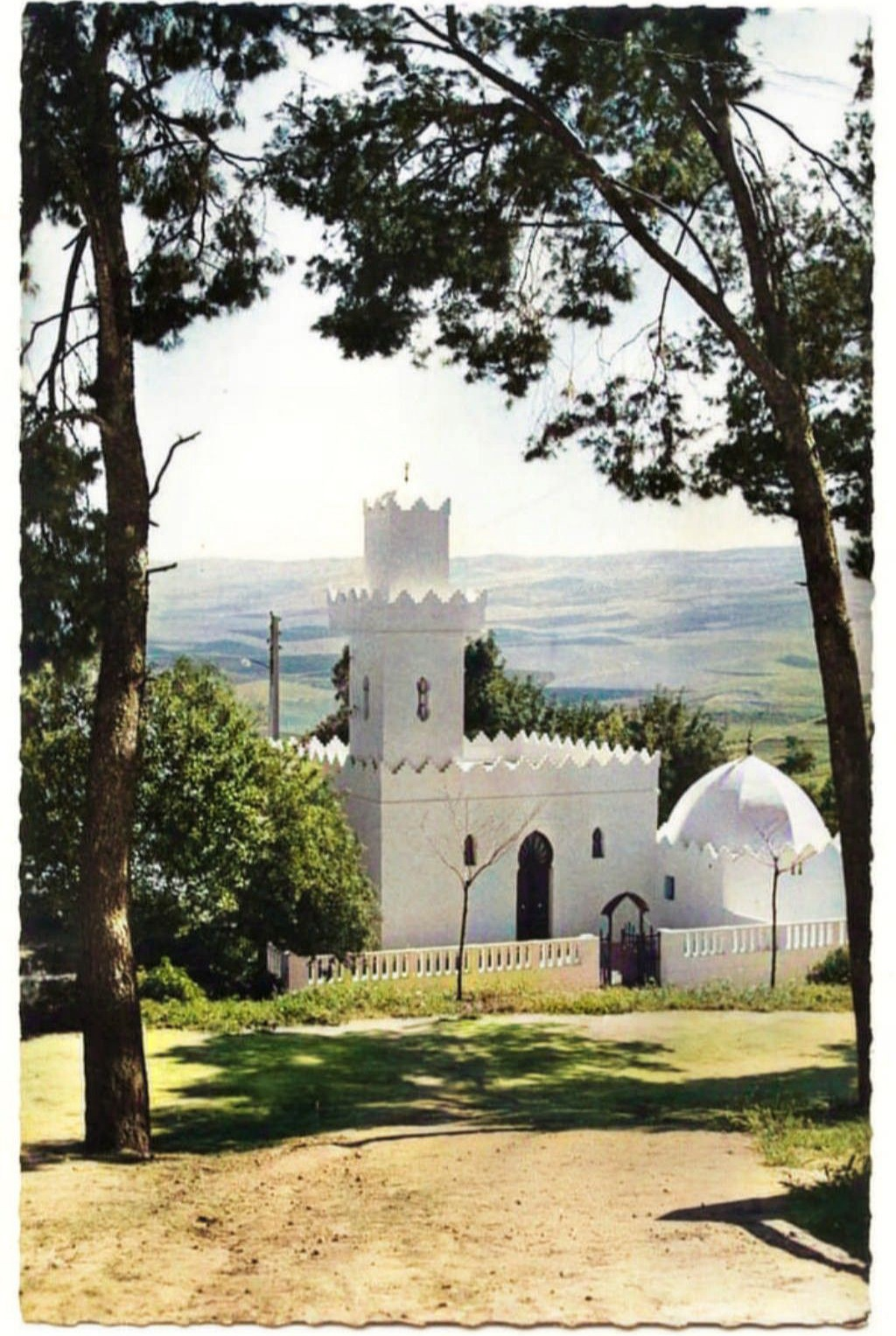
Mosquée de Qubaa et le Mausolée de Sidi M'hamed Ben Ali

Le reste du futur territoire de Sidi M'hamed Ben Ali était occupé par les Médiouna et les Beni Zentis, les deux faisant partie du Caïda turc de Beni Zeroual ont été classées comme tribus raïas sous le règne du bey Mohammed Mekalich,.
Assassinat de Sidi Mohamed Ben Ali
En 1599, le gouverneur de Mazouna Bey Souag conçut le projet d'épouser la veuve de son père décédé dont il était amoureux en dépit de la charia. Une contestation canonique s'élèvera et la question fut soumise aux oulémas. Tous accordèrent la main levée de l'opposition sauf le cadi M'hamed Ben Ali Abahloul al-Medjadji qui déclara formellement la chose haram (illicite). Le bey n'a pas accepté la réponse du Mufti et après plusieurs supplications, injonctions et menaces, il a décidé enfin de s'en débarrasser et de le tuer avec l'épée d'un des Cheikhs de la région à son insu afin que le Bey Souag éloigne les soupçons vers sa personne. Le crime a eu lieu dans le même endroit où le savant donnait ses cours et qui porte aujourd'hui son nom « le Mausolée de Sidi M'hamed ben Ali » près de la mosquée de Quba. Les tribus locales étaient si tristes et fâchées à cause de cela, qu'elles ont expulsé le cheikh Sidi Ben Shaâ, le maître des Beni Zeroual, qui était impliqué dans le meurtre, et ils ont construit un mausolée pour l'imam décédé, acquérant le statut de marabout (sanctuaire) par la suite et pour ses descendants à ce jour.
Après cette affaire d'assassinat la région prit officiellement le nom de « Mohamed Ben Ali » jusqu'à l'occupation française et la création du centre de colonisation « Renault »,

### Occupation française

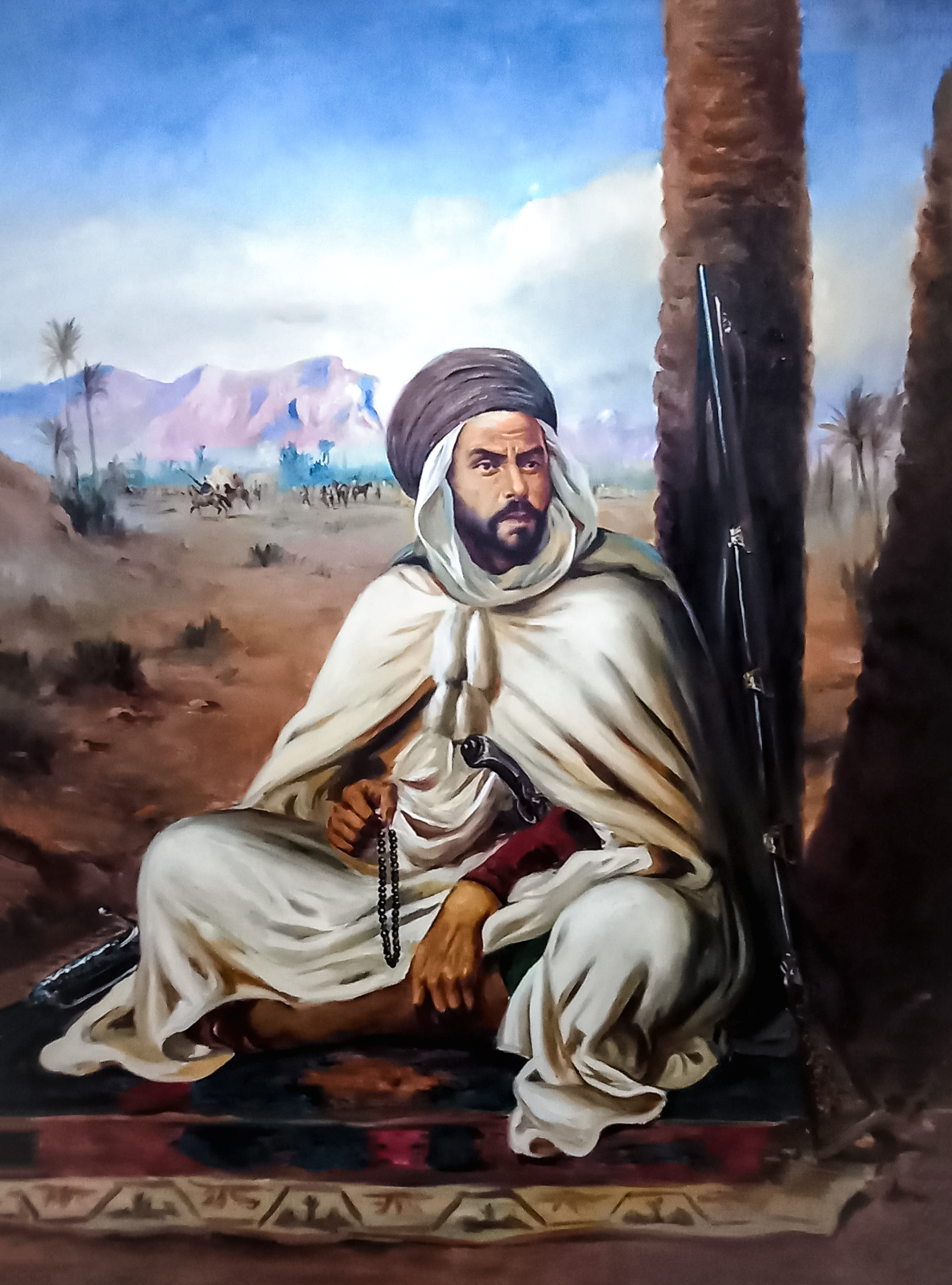
Cheikh Boumaza chef de la résistance du Dahra et de l'Ouarsenis - Musée du Moudjahid d'Alger

Résistance du Dahra (La Bataille du Gri : 14 avril 1845)
La plaine du Gri dominée par la ville de Sidi M'hamed Ben Ali est célèbre dans les fastes militaires de l'occupation française.
Aux premières nouvelles de l'insurrection du Dahra (1845-1847) dirigée par le Chérif Si Mohammed Ben Abdellah plus connu sous le nom de Cheikh Boumaza, la garnison d'Orléansville, commandée par le colonel de Saint-Arnaud, s'était mise en mouvement. Le 14 avril 1845 elle rencontra, chez les Sebih la troupe de Boumaza. Le chérif avait placé son camp sur une hauteur derrière laquelle s'étendait la plaine du Gri. Ses cavaliers, ses fantassins kabyles étaient disposés en bon ordre, les cavaliers au sommet du mamelon, les fantassins le long de ses flancs. Au milieu, un grand étendard rouge se balançait en signe de défi. Le colonel prit immédiatement ses dispositions pour l'attaque et lança un escadron de spahis pour enlever le mamelon. Les cavaliers de Boumaza prirent la fuite après avoir déchargé leurs fusils ; ses fantassins, poursuivis vivement dans la plaine du Gri, moururent en grand nombre.

Ce premier revers ne découragea pas le chérif et ne parut pas l'affaiblir. Il dit aux rebelles que Dieu avait voulu les éprouver. II leur ordonna de se purifier par la prière et leur promit que la victoire ne pouvait manquer à la sainte cause.

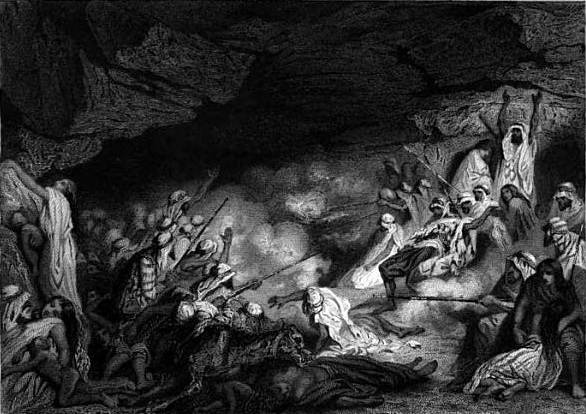
Les Grottes du Dahra, eau-forte de Tony Johannot.

Les 17, 19 et 21 avril, Boumaza livre de nouveaux combats à la colonne d'Orléansville. Tonjours battu, il reparaissait plus fort après sa défaite, l'insurrection prenait racine et s'étendait dans le Dahra,.
Le général Pélissier s'est vengé des tribus rebelles du Dahra qui ont soutenu le Cheikh Boumaza de la manière la plus horrible, en les brûlant vifs et en les exterminant dans les grottes où elles se réfugiaient. Dont les plus fameux sont l'enfumade d'Ouled Riah et l'enfumade des Beni Zerouall, deux tribus qui vivaient au nord-ouest de Renault à la frontière avec Cassaigne.
Création de Renault
Mohamed Ben Ali est dénommé Renault en juillet 1874, et était initialement affilié à la commune mixte de Cassaigne et comprenait plus de 80 parcelles agricoles et vingt parcelles industrielles sur une superficie de 2 754 hectares. Sa population était de 360 habitants possédant 411 têtes de bétail et 98 instruments agricoles. Il y a été construit 72 maisons et deux baraques ou gourbis, défriché 65 hectares, planté 10 406 arbres, et cultivé 1 101 hectares. Seize familles d'origine alsacienne-lorraine ont été installées sur ce point plus la présence de quelques familles notables musulmans.
Commune mixte de Renault

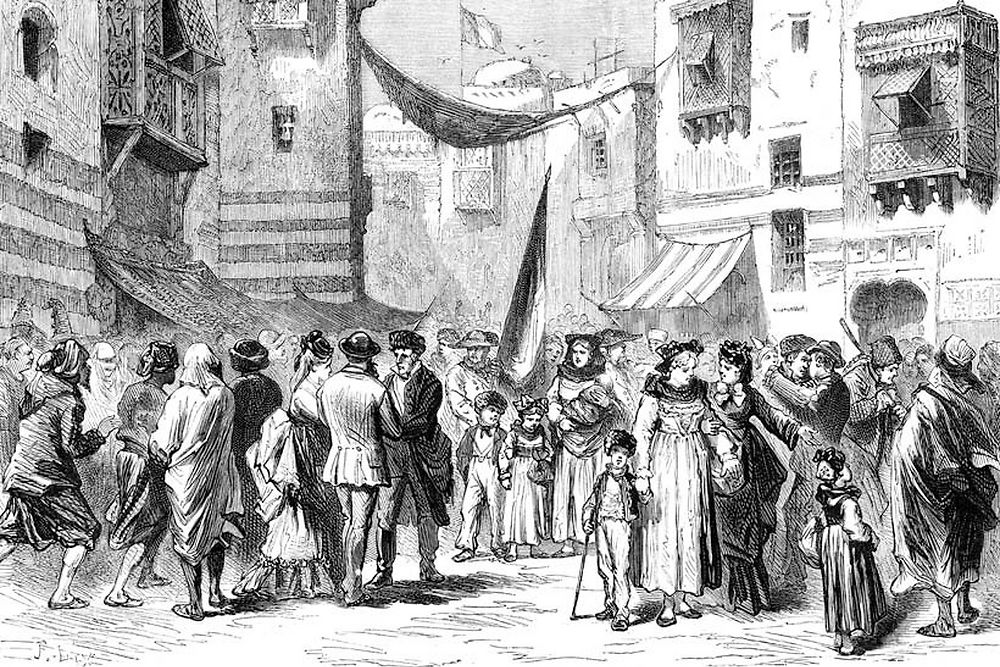
l'arrivée des Alsaciens en Algérie, 1874

En raison de l'importance du centre de Renault et de son éloignement de Cassaigne, chef-lieu de la commune mixte dont il dépend, l'Administration supérieure y a placé un administrateur adjoint. Renault est élevée en commune mixte créée par arrêté gouvernemental du 16 juillet 1883. Le président d'état a dépensé à Renault la somme de 111 500 fr. et celle de 122 355 fr. pour indemnités d'expropriation. Il a en outre cédé aux indigènes 831 hectares de terrains domaniaux. Les travaux exécutés consistent en un vaste réduit comprenant l'église, les écoles, le presbytère et la gendarmerie en empierrements, nivellements, plantations et aménagement des eaux, enfin, en la construction d'un lavoir et d'un abreuvoir. En outre, la commune mixte, avec le concours de l'État, a construit une mairie pour l'installation de l'administrateur adjoint et un logement pour le médecin de colonisation.
L'électricité y sera introduite en 1931, première commune électrifiée au niveau du Dahra, la supériorité de Renault se traduit dans plusieurs domaines, notamment par un tissu fort appréciable de commerçants très diversifiés et d'artisans auxquels on fait appel dans les environs. Son marché hebdomadaire est également important : El-Sebt (samedi).
Des Trinitaires assureront, les premières années, la scolarisation des enfants, deviendront ensuite assistantes du (des) médecins de colonisation et tiendront un ouvroir surtout destiné à l'éducation des jeunes musulmanes. À défaut d'un apport économique, la présence permanente des « sœurs » constituera pour beaucoup, un réconfort appréciable.

Renault, érigé en commune par arrêté du 23 octobre 1956, avec son administrateur principal, était le siège de plusieurs communes mixtes de la région (côte Oranie) devenue donc la capitale du haut Dahra, sa population s'est élevée à 38 500 habitants en 1955.

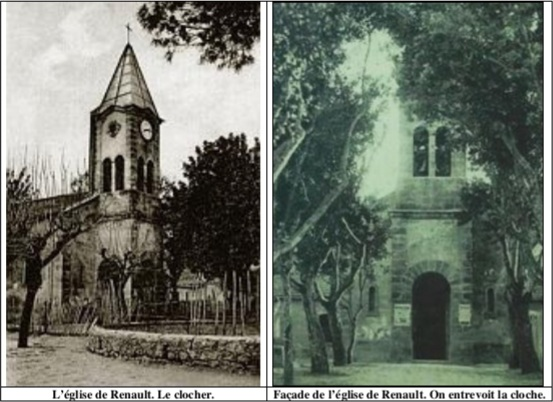
l'église de Renault
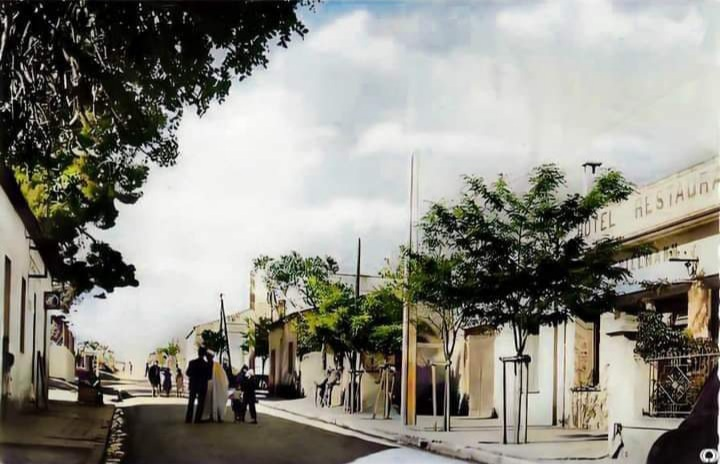
Renault - la grande rue
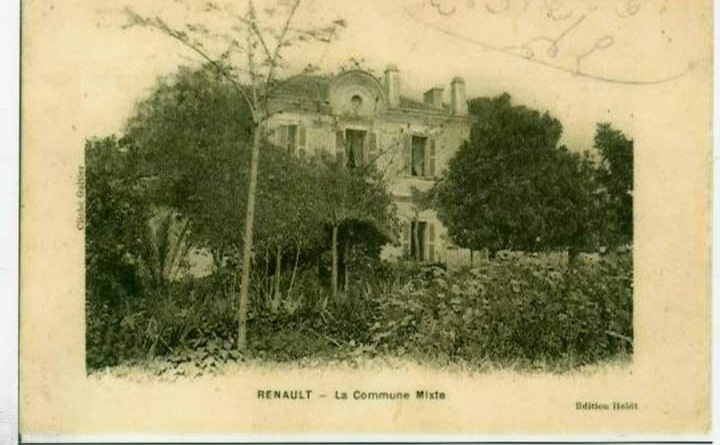
Renault - la Commune mixte

## Administration locale
Sidi M'Hamed Ben Ali a un statut de daïra, née du découpage administratif de 1985 et comprend trois communes : Sidi M’hamed Ben Ali, Mediouna et Beni Zentis.C'est une daïra de la wilaya de Relizane limitrophes avec deux wilayas wilaya de Chlef vers l'est et le nord-est, Wilaya de Mostaganem vers l'ouest et le nord-ouest, elle est limitée à l'est par la daïra d'Aïn Merane, à l'ouest par la daïra de Sidi Ali, au nord par les daïras de Taougrite et Achaacha, au sud par les daïras de Mazouna et Djidiouia.

## Économie

### Agriculture et industrie
La région est essentiellement à vocation agricole et comptait d'importantes plantations de vignes. Avant l’accession du pays à l’indépendance, il y avait huit à dix exploitations viticoles dont la capacité variait de 5 à 10 000 hectos. Cela n'empêcha pas la construction de la cave coopérative, en 1930 de 40 000 hectolitres de capacité, indispensable pour un vignoble qui couvre 1 000 hectares dans les années 1950. Quelques noms à l'origine de cette évolution : Carriere, Boulenc, Tourrenc, Brochier (caves toujours en activité).

Sidi M'hamed Ben Ali possède également quelques plaines fertiles qui sont à l'avant-garde de la production régionale, notamment la plaine du Gri, Arja Al-Hamra et Touares vouées à la culture du blé de toutes sortes.

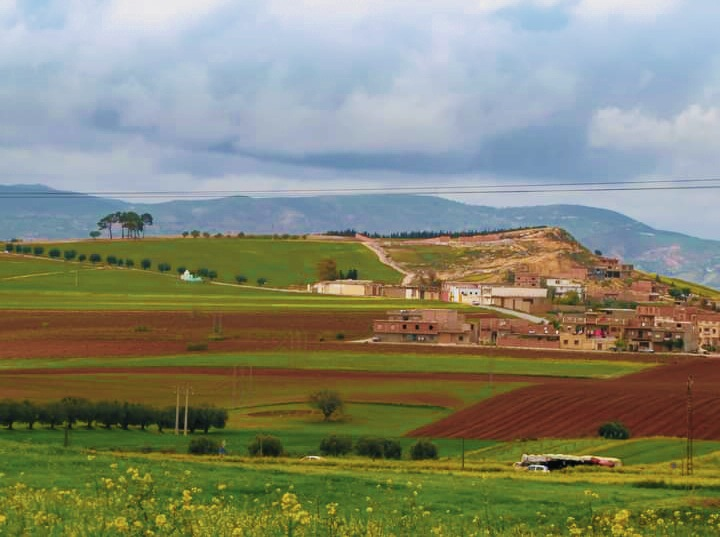
Plaine agricole à Sidi M'hamed Ben Ali
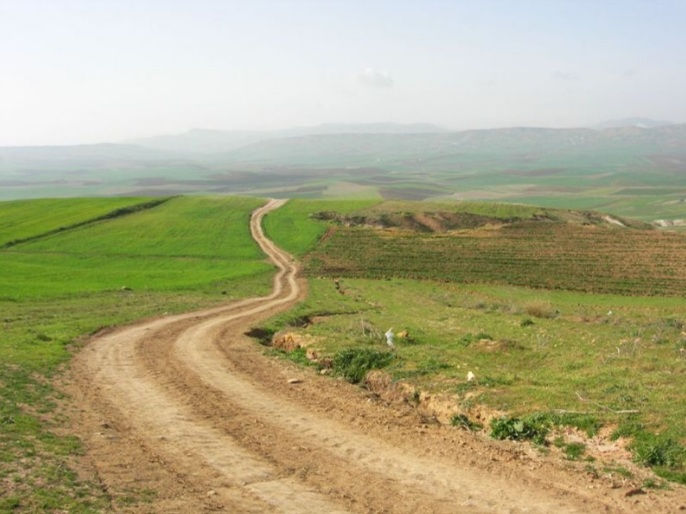
Plaine du Gri
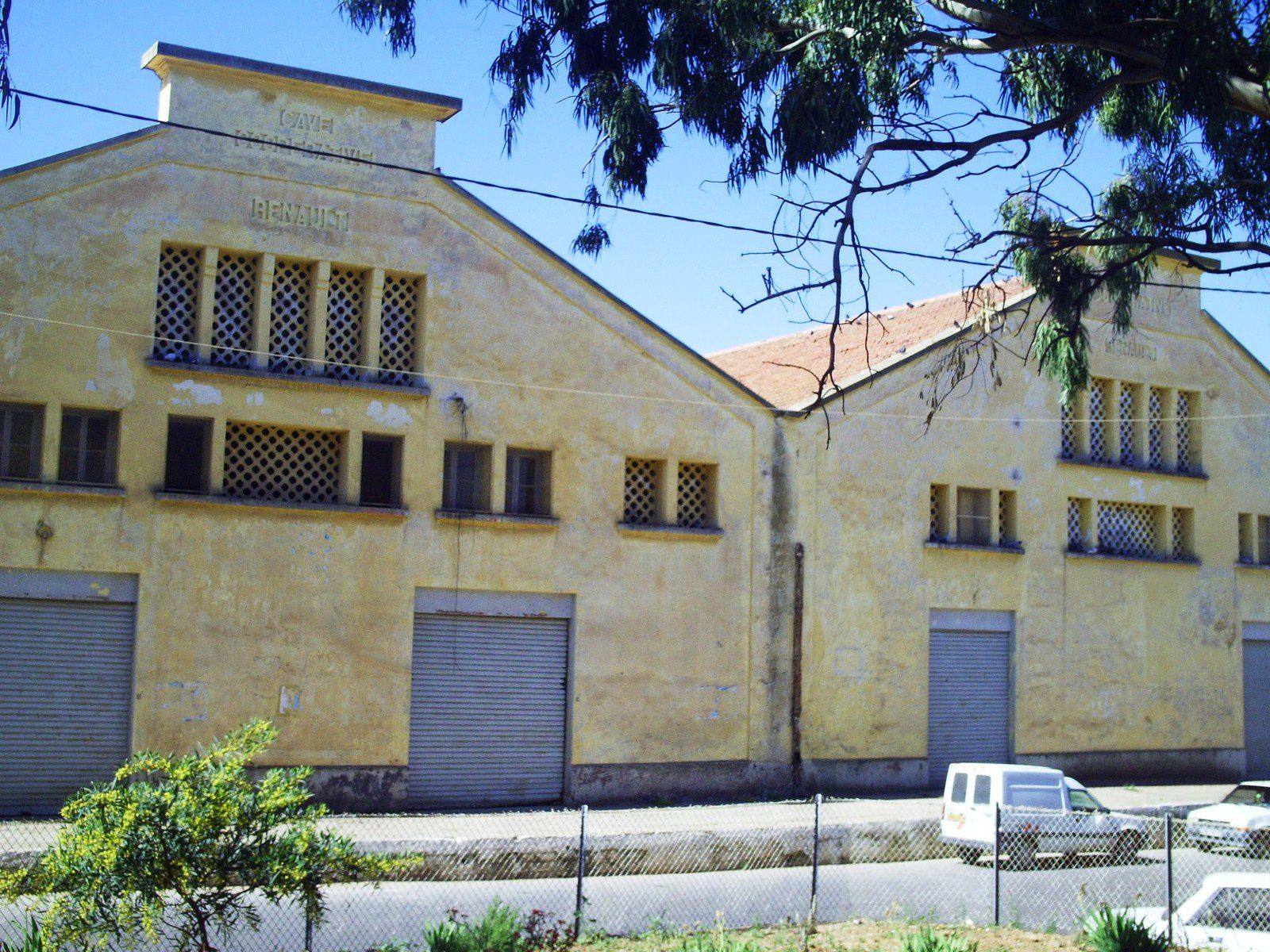
la Cave coopérative de Renault

### Tourisme

#### Lieux touristiques
- La Kalaa de Timici : Dans le nord-est de la commune de Sidi M'hamed Ben Ali, se trouvent les vestiges de la cité antique de Timici, dans la partie haute du village d'Ain Matboul. C'est une ville punique, numide puis romaine datant du IVe siècle av. J.-C. Campée sur un plateau rocheux, d'une longueur de 1 km et d'une largeur de 300 m, avec un caractère architectural unique en raison de la nature de son emplacement rocheux. On y trouve également des tours de guet creusées dans la montagne, en plus des ruines d'une église, murailles, un cimetière punique, ainsi que plusieurs réservoirs d'eau creusés dans les rochers. Ce château a été classé site archéologique national à l'époque coloniale en 1905 et a été reclassé en 1965 selon l'arrêté n° : 67-281 relatif aux fouilles et à la protection des sites archéologiques en site archéologique[42]

- Mausolée de Sidi M'hamed Ben Ali El Medjaji, saint patron de la ville, situé au centre-ville à côté de la mosquée Quba
- Forêt de Timezlatou : lieu de détente principal pendant la période printanière
- Sebalat Es-soug : fontaine, abreuvoir et lavoir datant de l'époque romaine
- Le marché hebdomadaire : est le plus grand et fameux souk au niveau du Dahra ; il a lieu chaque vendredi
- Zaouïa Cheikh Sadaoui : située dans le village d'Ain Metboul, cet édifice religieux constitue un site de pèlerinage principal pour les Talibs soufis qui y affluent des quatre coins de l'Algérie
- Waada de Sidi M’hamed Ben Ali : une fête régionale annuelle qui connaît plusieurs activités telles que la fantasia, la poésie (Melhoun) et d'autres festivités commerciales et religieuses.

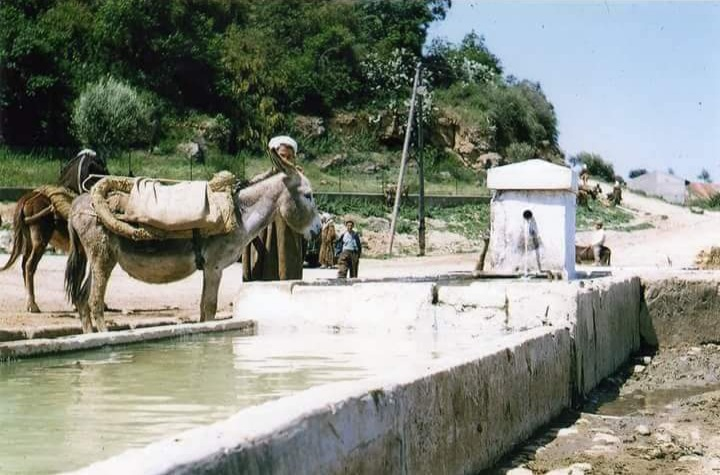
la fontaine romaine " Sebalat Essoug "
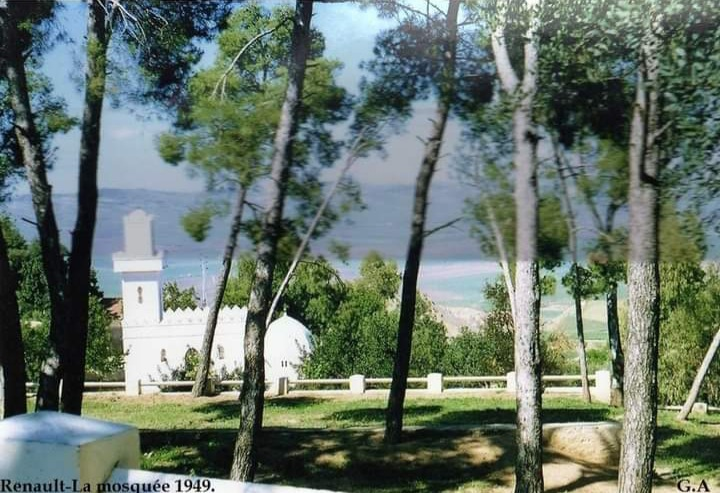
Renault - la Mosquée et le Jardin du Monument 1949
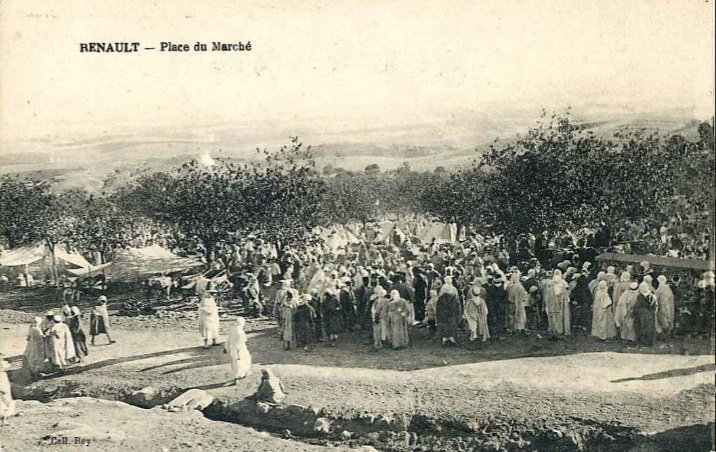
Souk De Sidi M'hamed Ben Ali au XIXe siècle lieu de rassemblement hebdomadaire des tribus du Dahra
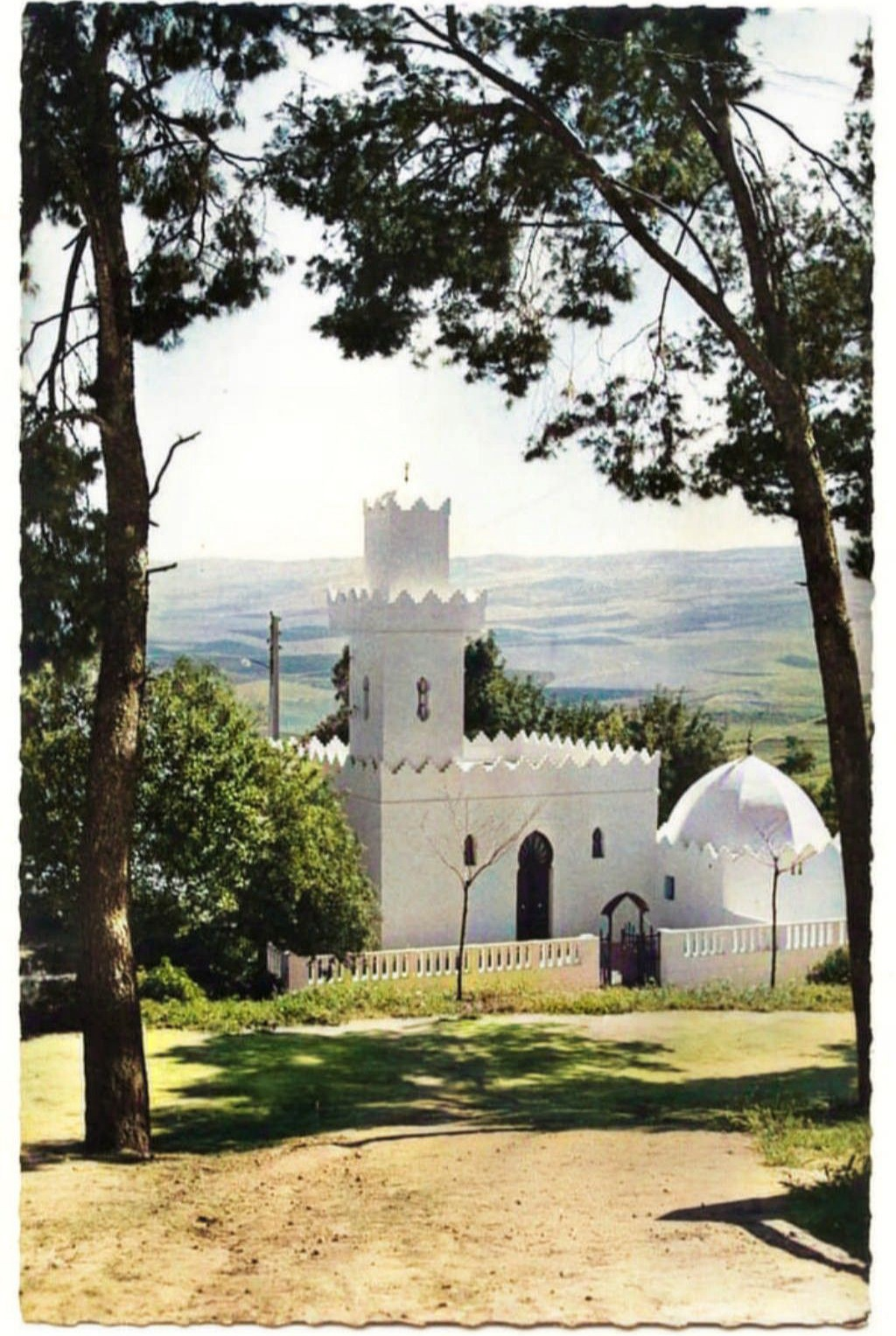
Mausolée et mosquée de Sidi M'hamed Ben Ali au début du XXe siècle

## Enseignement

### Enseignement primaire ,moyen et secondaire
1. Lycée Amouri Mohamed
2. Lycée Toumi Abdelkader[43]

## Culture et société

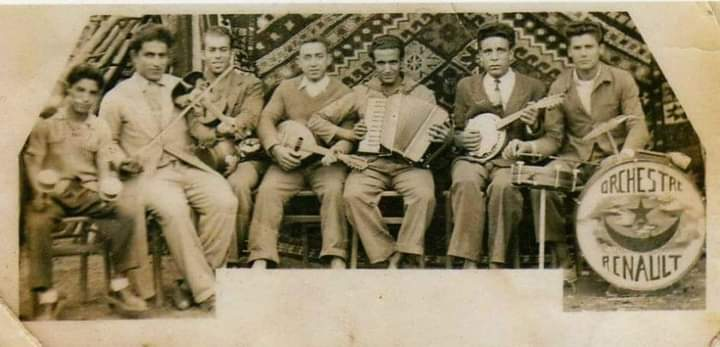
l'orchestre de Renault - 1957

### Art
La ville a connu un éveil artistique considérable au début du XXe siècle avec la création de la première troupe musulmane renaultoise qui donnait des grands concerts au chef-lieu ainsi que dans les villes voisines comme Mazouna. D'autres groupes musicaux se sont succédé au fil des années et qui excellaient dans divers styles locaux, notamment le célèbre style Aïssawa du Dahra,

## Sport
- IRBSM Ben Ali : Itihad Riadi Baladiat Sidi M'hamed Ben Ali  Une équipe locale de football fondée en 1948, Actif dans les années90 en deuxième division saison 98/99 .évoluant en troisième division algérienne, groupe Ouest[45].Il joue ses matchs dans le Stade Municipal, Adda Mokhtari .

## Personnalités
- Mohammed Ben Ali El-Medjadji : moufti, wali et poète s'est installé dans la région au XVIe siècle, il donnait des leçons et des fatwas dans une medersa près du souk où il sera assassiné en 1599 par le bey Saouag de Mazouna. Depuis, le village porte son nom en l'honneur de sa mémoire.

- Cheikh Boumaza : le 13 avril 1847, Mohamed Ibn Abdellah, surnommé Boumaza, âgé d’environ 25 ans, instigateur et dirigeant de la révolte du Dahra, se rend au colonel de Saint-Arnaud à Renault (aujourd’hui Sidi M'Hamed Ben Ali )[46].

- Ben Ali Boukort : premier secrétaire général du Parti communiste algérien, nationaliste et auteur du livre Le Souffle du Dahra, y est né[47].

- Marcel Florenchie : célèbre écrivain français, président de la cave coopérative de Renault et délégué de la section du Dahra au conseil d'administration de la fédération des viticulteurs y est né et y a vécu[48].